# 曲郇民

曲郇民（1910年10月10日—1999年8月19日）台灣高雄、台北等地召會长老（1948－1984），日本地方教会的建立者。

## 生平
1910年10月10日，曲郇民出生在中国山東省黃縣，为第三代基督徒。父母均毕业于狄考文创办的登州文會館（齐鲁大學的前身）。曲郇民本人毕业于清華大學經濟系，毕业后任职于煙台海關。1934年，曲郇民受浸加入煙台地方教会，接受李常受的成全，后擔任執事。
1948年，曲郇民接受倪柝聲交通，移居台灣高雄，为高雄市召會的长老。1958年赴日本富山，奠定日本地方教会的根基。1959年曲郇民返回高雄，平息教会中的风波。1968年曲郇民移居台北，带领三會所校園服事。1975年返回高雄。1982年赴台北，举办在職青年成全訓練。1984年退休，移居美國。1998年，曲郇民回到高雄，次年离世。